# Доменико, Каэтано де
Каэтано де Доме́нико (порт.-браз. Caetano de Domênico; 31 октября 1895, Мессина — 15 ноября 1995, Сан-Паулу), иногда пишется Каэтано ди Доменика (итал. Caetano di Domenica) — бразильский футболист итальянского происхождения, левый защитник. После завершения игровой карьеры работал тренером.

## Карьера
Доменико родился на Сицилии, где в юные годы пережил мессинское землетрясение. Уже в возрасте 14 лет он прибыл в Бразилию: 19 февраля 1910 года он появился в порту Сантуса. Первоначально он поселился в районе Бон-Ретиру, откуда переехал в Вила-Пруденти, начав заниматься изготовлением шляп на фабрике, расположенной в Вила-Формозе. В 1912 году он переехал в Ипирангу, где прожил до конца своей жизни. Тогда же он начал играть в футбол в любительских командах «Сан-Бенту», «Пайсанду» и «Ипиранга», где игрок начал выступать в 1917 году.
Он начал тренерскую карьеру в 1934 году с «Сантоса» и «Ипирангой». В «Палестре» и «Ипиранге» же он созвал схемы, названные «Серрадинья» и «Серрада». «Серрада» состояла из двух линий по 4 игрока в обороне, одного игрока между перед этими линиями в качестве связующего в атаке и сдерживающего самого опасного игрока соперника в обороне и одного игрока сильно выдвинутого вперед и расположенного на другом конце поля для быстрых контратак. «Серрадинья» была другой: она состояла из пяти защитников, с обязательным левым защитником и персональным защитником, действующим против конкретного игрока соперника, четырьмя или тремя полузащитниками, расположенными в опорной зоне, и одним ярко выраженным нападающим.
В январе 1940 года Доменико возглавил клуб «Палестра Италия», и в первом же матче он одержал победу над «Жабакуарой» со счётом 5:1 в чемпионате Сан-Паулу, являвшимя предпоследним туром сезона. В следующем сезоне Каэтано привёл команду к победе в этом турнире. В сентября следующего сезона он был уволен, а по итогам первенства клуб занял 3 место. Под руководством Доменико «Палестра» провела 77 матчей, из которых выиграла 51, 18 свела вничью и всего 8 проиграла; разница мячей 204 забито и 82 пропущено. Одной из этих встреч стал матч-открытие стадиона Пакаэмбу, в которой «Палестра» обыграла «Коритибу» со счётом 6:2. Позже он тренировал «Португезу Деспортос» в 1949, «Насьонал», «Сан-Паулу Реилвэй» в 1945 году, вновь «Ипиранга» с 1947 по 1949 год. Последним клубом в карьере Доменико стала «Араракуара».
Именем Доменико была названа одна из площадей Ипиранги — Квадрат Каэтано ди Доменико.

## Личная жизнь
Доменико был 72 года женат на Летисии Пуччетти де Доменико. У них было трое детей — Бенито, Плачидо и Клементина, а также 6 внуков и 5 правнуков.

## Достижения
- Чемпион штата Сан-Паулу: 1940